# ActIv-Projekt
Das ActIv-Projekt (Activate Individuals) ist ein fach- und einrichtungsübergreifendes Verbundforschungsprojekt von (Reha-)Kliniken, (Arzt-)Praxen, Unternehmen und Forschungseinrichtungen unter Leitung der Forschungsgruppe Leistungsepidemiologie der Deutschen Sporthochschule Köln. Im Mittelpunkt stehen Motive, Attraktoren und Barrieren für einen gesunden Lebensstil.

## Hintergrund
Weit verbreitete gesundheitsschädliche Lebensgewohnheiten, wie Bewegungsmangel, Suchtverhalten und unausgewogene Ernährung, beeinträchtigen Wohlbefinden, Belastbarkeit sowie Leistungsfähigkeit und sind Hauptrisikofaktoren für nicht übertragbare Krankheiten Präventionsmaßnahmen, die Betroffene dazu motivieren und befähigen, einen gesunden Lebensstil zu etablieren bzw. aufrechtzuerhalten (Adhärenz), gewinnen daher zunehmend an Bedeutung.

## Projektbeschreibung
Im ActIv-Projekt werden gesunderhaltende und krankmachende Faktoren (Salutogenese und Pathogenese) im Kontext unterschiedlicher Lebenssituationen, Alltagsgewohnheiten und Einstellungen untersucht. Datengrundlage des als Quer- und Längsschnittstudie angelegten Projekts sind eine modularisierte Online-Befragung, zielgruppenspezifische Befragungen, u. a. in (Rehabilitations-)Kliniken, (Arzt-)Praxen, Sportverbänden und Unternehmen sowie objektive Messungen, z. B. von medizinischen und anthropometrischen Merkmalen. Auf diese Weise können Prädiktoren für die Empfänglichkeit verschiedener Zielgruppen für gesundheitsfördernde und leistungssteigernde Präventionsmaßnahmen ermittelt werden. Die Teilnehmenden erhalten eine Rückmeldung über ihre individuellen Gesundheitsressourcen und -risikofaktoren um sie für die Bedeutung des eigenen Lebensstils zu sensibilisieren. Zusätzlich werden weiterführende Informationen zu gesundheitsrelevanten Themen und zu regionaler ärztlicher Versorgung zur Verfügung gestellt.

## Historie
Die Forschungsgruppe Leistungsepidemiologie der Deutschen Sporthochschule Köln untersucht seit 2004 die Zusammenhänge zwischen Alter, Geschlecht, Lebensstilfaktoren, Gesundheit und körperlicher Leistungsfähigkeit. Für die überwiegend querschnittlichen Analysen werden Daten aus Fitness-/ Gesundheits-Checks, Leistungsdiagnostiken, Tätigkeitsanalysen und Befragungen miteinander verknüpft.

### Fit-fürs-Leben-Studie
In der 2004 gestarteten „Fit-fürs-Leben“-Studie wurden Befragungsdaten sowie anthropometrische und leistungsphysiologische Daten von über 20.000 Personen im Alter von 6 bis 25 Jahren erhoben. Die 24-25-jährigen Studienteilnehmer befanden sich auf dem körperlichen Leistungsniveau der 14-15-Jährigen. Zwei Drittel der untersuchten Erwachsenen wiesen mindestens einen der betrachteten Risikofaktoren (Bewegungsmangel, Übergewicht, Rauchen) für kardiovaskuläre Erkrankungen auf.

### Bleib-gesund-und-werde-fit-Studie
In der Folgestudie „Bleib-gesund-und-werde-fit“ wurden gesundheits- und leistungsrelevante Daten von sportlich Aktiven im Rahmen einer Online-Befragung (> 200.000 Teilnahmen) erhoben, die eine persönliche Gesundheitsrückmeldung umfasste. Aus dieser Studie, die gemeinsam mit German Road Races e.V. durchgeführt wurde, ging u. a. hervor, dass Sport-Neueinsteiger oder -Wiedereinsteiger sportärztliche Vorsorgeuntersuchungen deutlich seltener nutzen als dauerhaft sportlich Aktive.

### PACE (Performance - Age - Competition – Exercise)-Studie
Im Rahmen der 2010 veröffentlichten PACE-Studie wurden mehr als 900.000 Laufzeiten sowie Befragungsdaten von Marathon- bzw. Halbmarathonteilnehmern im Alter von 20 bis 79 Jahren analysiert. Vor dem 55. Lebensjahr zeigten sich keine signifikanten Leistungseinbußen in der ausdauertrainierten Stichprobe.
Aus den drei zuvor genannten Studien wurde das ActIv-Projekt weiterentwickelt. Dies umfasst u. a. die Untersuchung von sportlich aktiven und inaktiven Bevölkerungsgruppen, die Anwendung eines quer- und längsschnittlichen Studiendesigns und die Modularisierung des Befragungssystems.

## Methode
Kern des ActIv-Projekts ist eine bundesweite Online-Befragung. Darüber hinaus ermöglicht das modulare Befragungssystem setting-spezifische Erhebungen. Dafür liegen Befragungsvarianten für Gesundheitseinrichtungen (z. B. Rehabilitationskliniken, Arztpraxen), Städte und Gemeinden, Unternehmen sowie Vereine und Verbände (z. B. im Bereich Sport) vor. Je nach Setting, werden die subjektiven Befragungsdaten zusätzlich mit objektiven Messdaten, z. B. zu medizinischen oder anthropometrischen Merkmalen, verknüpft. Die Teilnehmenden können wiederholt untersucht werden, so dass eine Längsschnittbetrachtung der erfassten Variablen möglich ist. Ziel des Projekts ist die Bestimmung von Prädiktoren für die Etablierung bzw. Aufrechterhaltung eines gesunden Lebensstils. Im Rahmen der setting-spezifischen Befragungen werden außerdem Wirksamkeitsanalysen, z. B. zu Rehabilitationsmaßnahmen oder zu Maßnahmen des betrieblichen Gesundheitsmanagements, durchgeführt. Mit dem Projektast „ActIv-Uni“ werden Angaben zur Gesundheit, Lebensstil und Belastungen an deutschen Hochschulen von Studierenden und Mitarbeitenden erhoben.